# Gösta Bernhard
Gösta Bernhard (Västervik, 26 settembre 1910 – Stoccolma, 4 gennaio 1986) è stato un attore, regista e sceneggiatore svedese.

## Filmografia parziale

### Attore
- Alla tiders 91:an Karlsson, anche regista (1953)
- Flottans överman, regia di Stig Olin (1958)
- 91:an Karlsson muckar (tror han), regia di Åke Grönberg (1959)
- Yngsjömordet, regia di Arne Mattsson (1966)

### Regista e sceneggiatore
- 91:an Karlssons permis (1947)
- Loffe som miljonär (1948)
- Lattjo med Boccaccio (1949)
- Stjärnsmäll i Frukostklubben (1950)
- Spöke på semester (1951)
- Alla tiders 91:an Karlsson (1953)
- Kom till Casino! (1975)